# Cástaras
Cástaras es una localidad y municipio español perteneciente a la provincia de Granada, en la comunidad autónoma de Andalucía. Está situado en la parte centro-meridional de la Alpujarra Granadina. Limita con los municipios de Almegíjar al oeste, Busquístar al noroeste, Juviles y Lobras al este y Albondón y Torvizcón al sur. El municipio comprende los núcleos de población de Cástaras y Nieles.

## Topónimo
El topónimo Cástaras procedería, a través del árabe Qāšturiš (قَاشْتُرِش), del latín castrum por epéntesis de su plural castras, cuyo significado sería el de ‘casas altas’ según le atribuyen las Etimologías a esta voz latina. La adopción de la forma plural es indicio de que, desde antiguo, debieron existir varios asentamientos agrupados bajo el mismo nombre, como sucede ahora.
Se ha sugerido la posible relación del topónimo con las voces ibéricas prerromanas Castulo o casar.

## Historia
La noticia más antigua que se tiene de Cástaras, proviene de un texto del almeriense al-Udri (1003-1085), que cita el yûz' Qāšturiš entre una serie de topónimos de La Alpujarra, que formaban parte de la cora de Elvira cuando esta pertenecía al califato de Córdoba.
En época nazarí, dentro del Reino de Granada, Cástaras perteneció a la taha de Juviles, y así continuó, tras la Reconquista, hasta la Rebelión de los moriscos.
Durante el proceso de repoblación iniciado en 1571, se constituyó el concejo de Cástaras y Nieles dentro del Reino de Granada y del partido de las Alpuxarras, uniendo las dos poblaciones y sus territorios asociados bajo la jurisdicción de alcaldes ordinarios pedáneos dependientes del alcalde mayor de Ugíjar, capital del partido.
Tras las reformas de 1833 y 1834, continuó como municipio con los mismos límites territoriales, quedando integrado en la provincia de Granada, y en el partido judicial de Albuñol, del que dependió hasta la modificación de la demarcación judicial de 1965, por la que quedó adscrito al partido judicial de Órgiva, al que sigue perteneciendo.
Entre los años 1863 y 1869 se tramitaron, a instancias de numerosos vecinos de Nieles, dos expedientes sucesivos para segregarse del municipio de Cástaras. En ambos casos la pretensión fue desestimada por el Gobierno siguiendo recomendaciones del Consejo de Estado.
El personaje más relevante originario de esta localidad, es la poetisa Muhya bint Ibn Abd ar-Razzaq, que vivió en el siglo XI o XII, y que fue citada por diversos historiadores andalusíes, como Ibn al-Abbar.

## Geografía
Se encuentra situado sobre las estribaciones meridionales de Sierra Nevada extendiéndose por un conjunto de barrancos, tajos y ramblas de fuertes pendientes que miran hacia el gran valle estructural, recorrido por el río Guadalfeo.
Una parte importante de la superficie del municipio está situada en la sierra Contraviesa.
La zona situada por encima de la carretera A-4130, en el extremo norte del municipio, forma parte del parque natural de Sierra Nevada.

### Núcleos
El municipio tiene dos núcleos urbanos y varias cortijadas:
- El núcleo de Cástaras, que está dividido en tres barrios: el Barrio Alto, situado a unos 1110 m.s.m., declarado expresamente Bien de Interés Cultural; el Barrio Medio, con sus dos secciones: la de arriba, a 1065 m de altitud, y la baja, a 1060 m.; y los barrios bajos que forman el núcleo principal, con alturas entre los 1005 m de El Churre y los 1035 de La Higuerilla.
- Nieles, situada a 2,2 km. Se extiende en la ladera sur del cerro El Cerrajón, entre los 982 m del lavadero y los 1025 m de las Escuelas.
- Los cortijos y cortijadas, pequeños núcleos formados por una o varias viviendas, que abundan diseminados por el municipio, principalmente en la Contraviesa: Don Juan, La Hoya de Arzao (o El Zao), La Plantonada, La Rambla, La Solana, La Toba, La Viña del Castillo, Las Covezuelas, Los Archillas, Los Baquetas, Los Blancos, Los Clérigos, Los Garcías de Verdevique, La Almazarilla, Los Manzanos, Los Mateos, Los Mecías, Los Morenos, Los Plumas, Los Retamales, Los Ruices, Los Santos, Los Torres, Lobrazán, Venta Barceló, etc. Aproximadamente un tercio de la población del municipio, vive en ellos.

## Demografía
Cástaras cuenta con una población de 210 habitantes (INE 2024).
| Gráfica de evolución demográfica de Cástaras entre 1842 y 2021                                                      |
| |
| Población de derecho según los censos de población del INE Población de hecho según los censos de población del INE |

| Nacionalidad | Hombres | Mujeres | Total | %      | Proporción |
| ------------ | ------- | ------- | ----- | ------ | ---------- |
| Española     | 93      | 63      | 156   | 66.9 % |            |
| Extranjera   | 48      | 29      | 77    | 33.0 % |            |

## Administración y política
Los resultados en Cástaras de las elecciones municipales celebradas en mayo de 2023 son:
| Elecciones Municipales - Cástaras (2023) | Elecciones Municipales - Cástaras (2023) | Elecciones Municipales - Cástaras (2023) | Elecciones Municipales - Cástaras (2023) | Elecciones Municipales - Cástaras (2023) |
| Partido político                         | Partido político                         | Votos                                    | Votos                                    | Concejales                               |
| ---------------------------------------- | ---------------------------------------- | ---------------------------------------- | ---------------------------------------- | ---------------------------------------- |
|                                          | Partido Socialista Obrero Español (PSOE) | 86                                       | 85,91 %                                  | 5                                        |
|                                          | Partido Popular (PP)                     | 23                                       | 14,08 %                                  | 0                                        |

## Cultura
Parte de su territorio pertenece al Sitio Histórico de la Alpujarra, y por su barrio alto, pasa la Ruta Medieval de la Alpujarra. En el municipio hay, además, otros elementos declarados BIC, como la iglesia parroquial de San Miguel, el Barrio Alto y la zona de cultivos aterrazados que lo rodea, el cortijo de los Arcos, o los Baños del Piojo, estos últimos en mal estado por la paralización, desde hace casi diez años, de las obras que se iniciaron para su conversión en un centro termal.